# Ferenc Pataki
Ferenc Pataki (18 septembre 1917 - 25 avril 1988 ; à Budapest) est un gymnaste hongrois.

## Palmarès

### Jeux olympiques
- Londres 1948
  -  médaille d'or au sol
  -  médaille de bronze au saut de cheval
  -  médaille de bronze au concours par équipes